# Domfront (Orne)
Domfront è un ex comune francese di 4 004 abitanti situato nel dipartimento dell'Orne nella regione della Normandia. Nel 1863 ha assorbito il comune di Saint-Front.
Il 1º gennaio 2016 è confluito nel comune di Domfront-en-Poiraie, del quale è divenuto comune delegato.
Domfront è situato a ovest del proprio Dipartimento, in prossimità del fiume Varenne, affluente della Mayenne.

## Società

### Evoluzione demografica
Abitanti censiti

## Galleria d'immagini

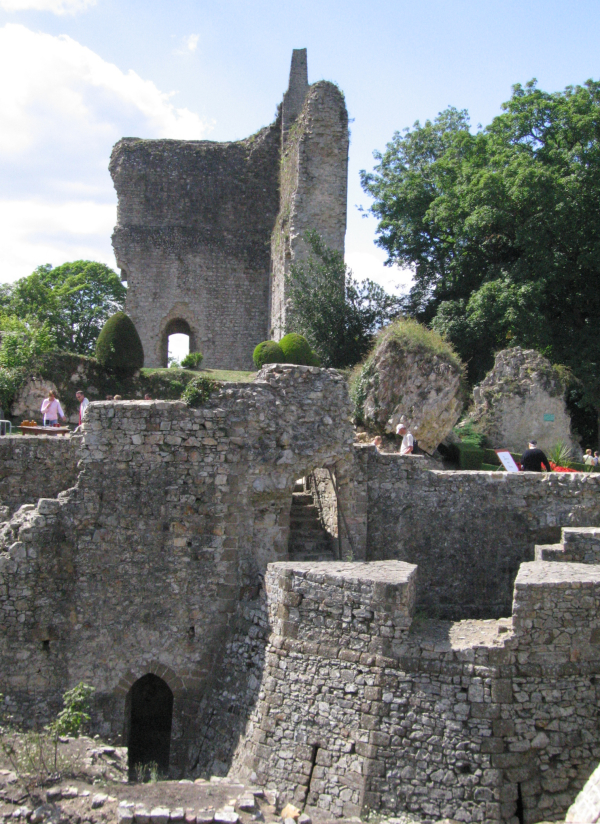
Resti del castello di Domfront
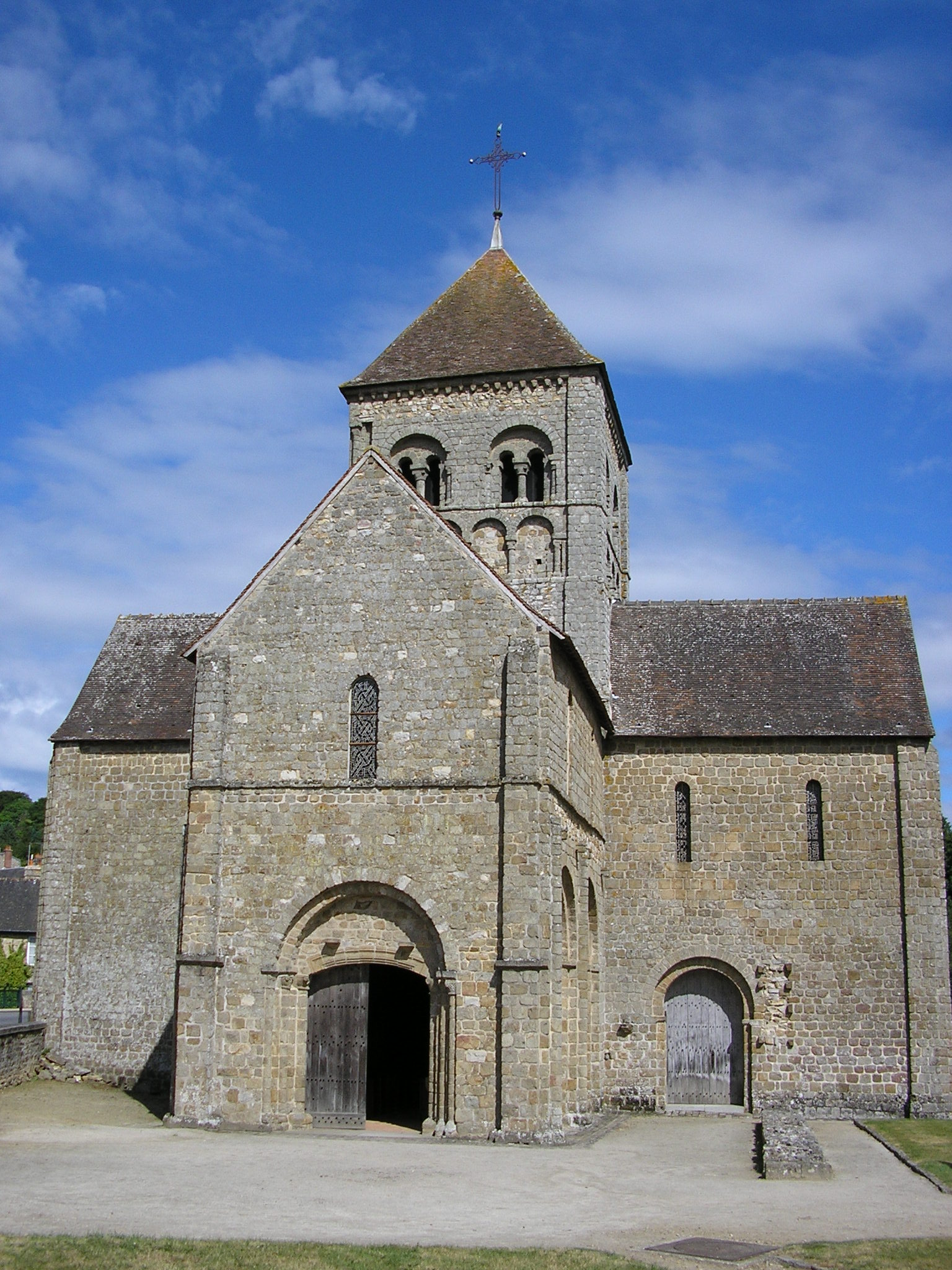
Chiesa romana di Notre-Dame-sur-l'Eau
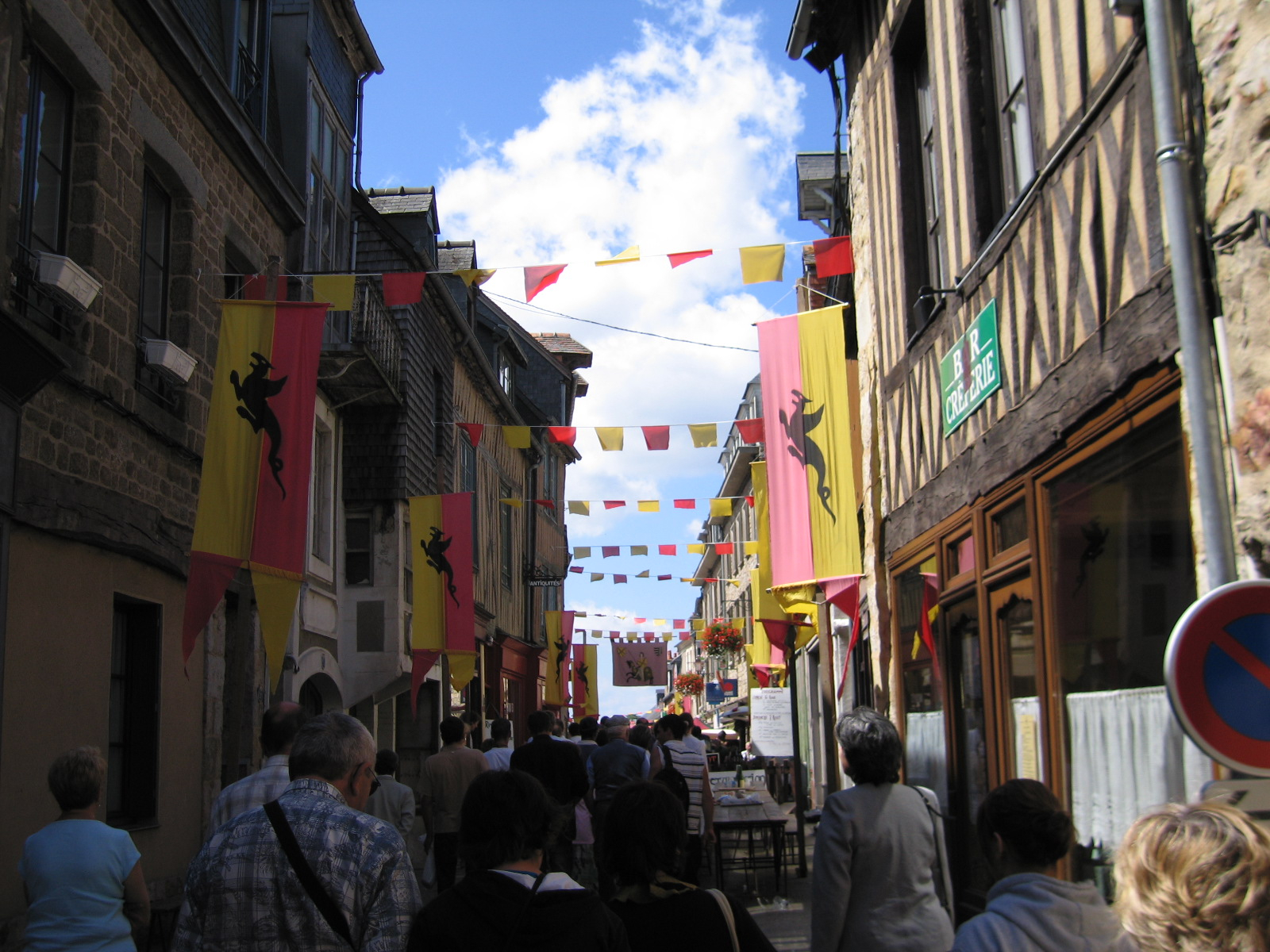
Festa medievale a Domfront